# Albert Clement
Arie Albertus (Albert) Clement (Middelburg, 9 augustus 1962) is een Nederlandse hoogleraar aan de Universiteit Utrecht en de Theologische Universiteit Apeldoorn.
Clement studeerde orgel aan het Brabants Conservatorium in Tilburg, muziekwetenschap aan de Universiteit Utrecht en theologie aan de Universiteit Leiden. In 1989 promoveerde hij op het proefschrift "O Jesu, du edle Gabe", een studie naar de verhouding tussen tekst en muziek in koraalwerken van Johann Sebastian Bach.
Sinds 2004 bezette Clement aan de Universiteit Utrecht eerst een Akademieleerstoel Geesteswetenschappen van de Koninklijke Nederlandse Akademie van Wetenschappen en vervolgens tot op heden een gewone leerstoel Muziekwetenschap. In september 2021 kwam hier een tweede leerstoel bij. Toen werd Clement ook hoogleraar aan de Theologische Universiteit Apeldoorn. Sindsdien bekleedt hij daar de nieuwe leerstoel ‘Theologie & Muziek’. Zijn functie bestaat uit het doen van onderzoek op het snijvlak van theologie en muziek en het verzorgen van onderwijs. Naast de functie in Apeldoorn is hij hoogleraar Muziekwetenschap aan de Universiteit Utrecht, binnen welk kader hij werkzaam is aan University College Roosevelt te Middelburg.